# Cymatosyrinx
Cymatosyrinx is een geslacht van weekdieren uit de klasse van de Gastropoda (slakken).

## Soorten
- Cymatosyrinx arbela (Dall, 1919)
- Cymatosyrinx carpenteri (Verrill & S. Smith [in Verrill], 1880)
- Cymatosyrinx fritillaria (Dall, 1927)
- Cymatosyrinx impolita Kuroda & Oyama, 1971
- Cymatosyrinx johnsoni Arnold, 1903
- Cymatosyrinx nodulosa (Jeffreys, 1882)
- Cymatosyrinx parciplicata (G. B. Sowerby III, 1915)